# タガメモドキ属
タガメモドキ属 (-ぞく、 Hydrocyrius) は、半翅目コオイムシ科に属する分類群である。

## 形態
和名通り姿も形もタガメに似ているが、前肢が横に拡がるような格好のタガメと違い、コオイムシ特有の縦に振り下ろすような形状であり、その先端の爪の数が、タガメは一本なのに対し本種は二本なのもコオイムシ亜科の特徴と一致する。
また、本属には70mm以上になる大型種もいる。

## 生態
コオイムシ特有の、メスがオスの背中に産卵する習性を持つ。大型であることから、卵もタガメサイズでかなり大きい。

## 生息地
アフリカ本土、マダガスカルに生息する。

## 含まれる種
タガメモドキ属には、以下の5種が含まれる。
- H.colombiae
- H.longifemoratus
- H.nanus
- H.punctatus
- H.rectus

よくナイジェリア産のタガメモドキが日本国内では流通するが、和名は決まっておらず、通称として「ナイジェリアオオタガメモドキ」などとして販売されている。